# Surtos de varíola na Bahia colonial (1560–1565)

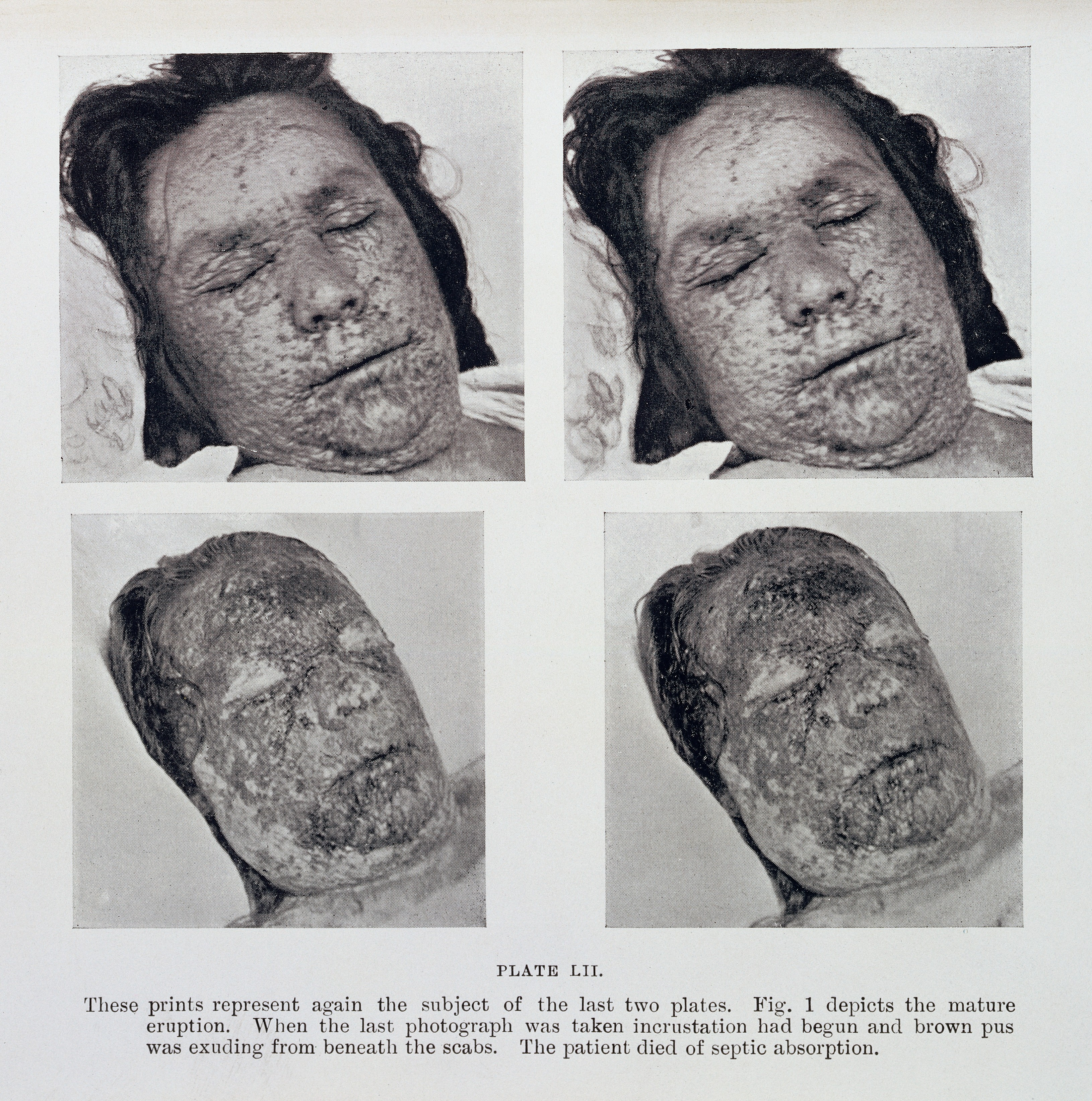
Agravamento da varíola, 1908.

Os surtos de varíola na Bahia colonial (1560–1565) foram cadeias de eventos epidêmicos que atingiram o recôncavo baiano no início da década de 1560. Estima-se que, neste período, a doença tenha tirado a vida de aproximadamente 30 mil pessoas, sendo os povos originários a maior parte dos falecidos. Os surtos ocorridos na década de 1560 perduraram por cinco anos, no entanto, a doença subsistiu em território brasileiro até 1980, quando foi atestada como erradicada pela Organização Mundial da Saúde (OMS). Em suma, foram acontecimentos semelhantes, em partes, aos ocorridos durante a invasão espanhola às Américas no inicio da idade moderna.
A varíola, tratada como ''bexiga'' durante o período colonial brasileiro, era causada por meio de um vírus da família Poxvirus Variolae, o qual não necessitava de um intermediário para se alastrar, facilitando sua erradicação no final do século XX. O vírus era resistente ao ambiente, sendo disseminado por meio de fluidos, utensílios contaminados e secreções respiratórias. A incubação do enfermo durava cerca de duas semanas, período no qual os sintomas da varíola variavam entre febre, dores nas costas e na cabeça, vômito e demais desconfortos. Após a incubação, a pessoa infectada geralmente apresentava sinais de melhora e, após isso, surgiam erupções cutâneas na pele, marca característica da doença.
Devido as feridas na epiderme (pele), era comum os atingidos pela doença possuírem machucados na região da boca, além de relatarem dificuldades para ingerir e engolir alimentos. Quando tais feridas continham pus, o enfermo geralmente apresentava alguns delírios, além de um estado febril mais forte do que no período de incubação. Por conta das lesões orais, a morte por meio de doenças e infecções secundárias era rotineira.
Durante o período colonial, assim como nos registros que tratam sobre o tema, a varíola ficou conhecida como bexiga devido ao mau cheiro que os enfermos em estado terminal exalavam. A utilização do termo bexiga para se referir a varíola na colônia era comum; em boa parte dos documentos jesuíticos a doença era nomeada como tal.

## Os antecedentes

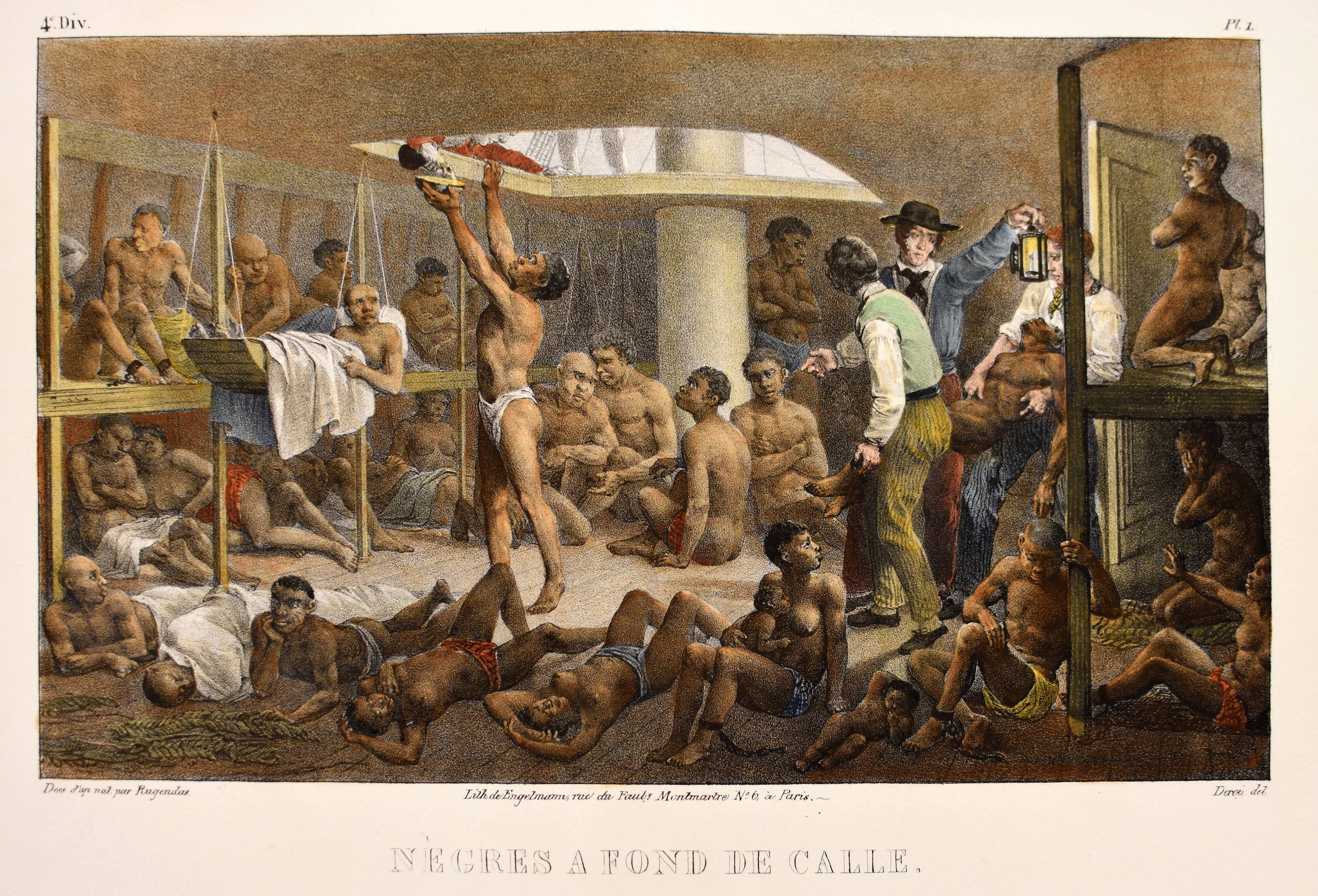
Navio negreiro, ou tumbeiro, por Johann Moritz Rugendas, 1830.

Há vestígios que apontam a existência da varíola a partir do surgimento do cristianismo. De acordo com o historiador Ronaldo Vainfas, a doença entrou em contato com o continente europeu por meio dos muçulmanos oriundos do califado omíada, os quais dominaram a península ibérica no século VIII. Os surtos apareceram com mais força na Europa durante a reconquista, a partir do século XI, e foram impulsionados pelo crescente comércio com os povos orientais.
A era dos descobrimentos e, todavia, as grandes navegações, impulsionaram a disseminação da varíola devido a expansão do comércio para outros continentes além da Europa. Os processos de  colonização alavancaram a contaminação. A estadia da enfermidade na península ibérica, introduzida pelos adeptos ao islamismo, foi primordial em relação aos surtos ocorridos na Bahia, haja vista a invasão dos portugueses ao território conhecido como Brasil. Vale ressaltar que os registros do âmbito da paleopatologia não apontam a presença da varíola em território americano antes da chegada dos europeus. Porém, novos estudos, tal como o de Jeffrey Ostler, demonstram que a América pré-colonial não era totalmente livre de epidemias e que os povos originários possuíam anticorpos ante as doenças coloniais, enfatizando que as mortes causadas pelas epidemias ocorreram por conta das ações dos colonizadores, como limitar e até impedir a circulação de alimentos.
Segundo Poliana Orosa Rodrigues, é de suma importância nos atentarmos ao continente africano, pois durante o comércio e tráfico de cativos a varíola continuou sendo reintroduzida em solo americano por meio dos diversos portos detentores do comércio de escravos no Atlântico. Vale ressaltar que o tráfico de escravizados não foi a única causa da disseminação da doença: embarcações advindas da metrópole portuguesa, a expansão jesuítica e suas missões, as expedições francesas e holandesas são exemplos dos fatores que corroboraram para com as epidemias que atingiram o território brasileiro.
Ronaldo Vainfas aponta que os surtos de bexigas ocorridos no território africano datam dos séculos XVII e XVIII, o que indica que as populações africanas seriam as vítimas — devido a colonização e ao tráfico de escravizados — e não os vetores da doença. O autor reforça seu argumento com os escritos de Alberto da Costa e Silva, que reiteram a premissa de que tais moléstias em solo africano seriam oriundas da Europa, da Ásia e das Américas.

## O início dos surtos de varíola na Bahia colonial
A historiadora Laima Mesgravis, doutora e livre-docente pela Universidade de São Paulo, aponta que uma epidemia de bexigas entre 1560-1562 matou cerca de 10 mil indígenas no recôncavo baiano. Muitos deles iam fugindo conforme a disseminação da doença, levando, dessa forma, as moléstias para as comunidades que habitavam o interior do território e que ainda não eram contatadas pelos colonizadores, provocando incontáveis mortes.

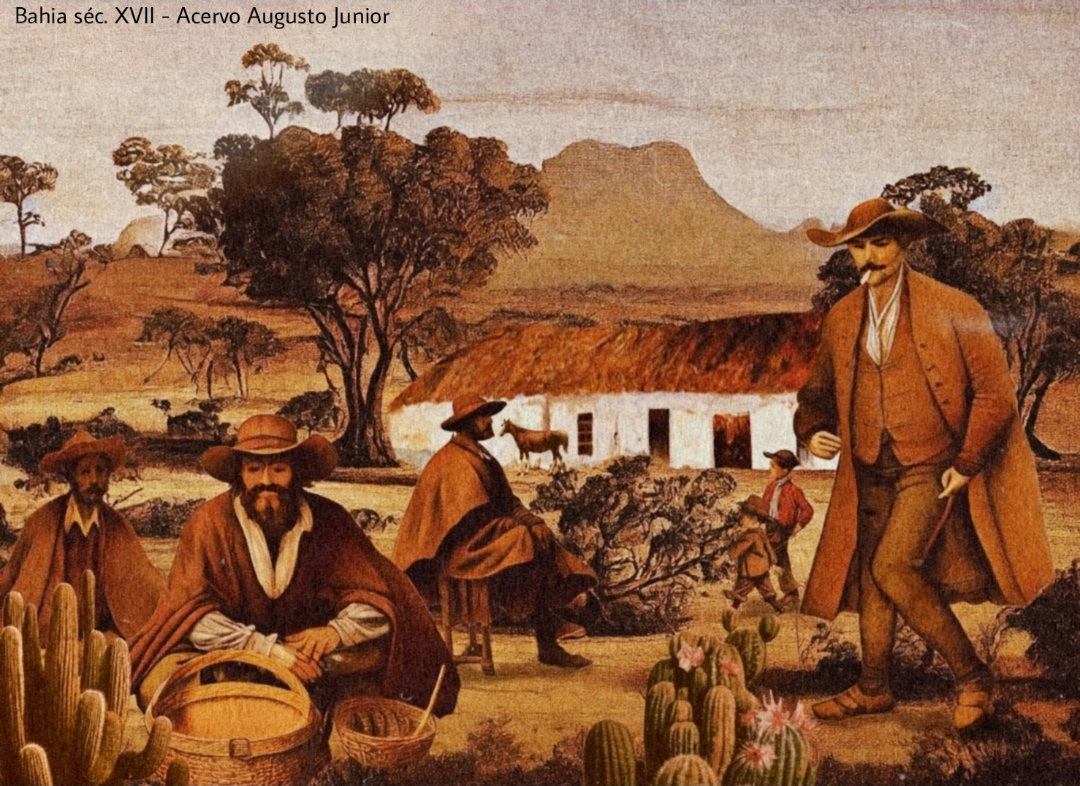
A sociedade baiana no período colonial, por Augusto Junior, 2022.

Gilberto Hochman, historiador, atesta que os surtos começaram no município de Ilhéus, em 1561, oriundos de uma embarcação que vinha de Lisboa. Durante os dois anos seguintes, a varíola foi disseminada por todo o território da Bahia, afetando cidades como Itaparica, Salvador e, após isso, retornando de volta a Ilhéus. Tal autor reforça que não somente indígenas pereceram durante esse processo histórico, mas também africanos escravizados, colonizadores, clérigos da metrópole e demais habitantes. Nos quatorze aldeamentos jesuíticos, os quais possuíam em torno de 40 mil nativos, faleceram 30 mil indígenas num período de três meses.
A doença entre os cativos forçava a paralisação dos engenhos de açúcar da Bahia, fazendo com que a produção e, todavia, o comércio diminuísse. O resultado foi, de modo geral, desabastecimentos, pobreza e fome, além das mortes. Os registros apontam o agravamento das epidemias após a chegada dos tumbeiros.
De acordo com Ronaldo Vainfas, há registros, como os de Alexandre Marchant, que apontam diferentes erupções das bexigas entre os anos de 1562 e 1563 no recôncavo baiano, no entanto, trata-se de dois surtos da mesma epidemia. O primeiro deles atingiu as proximidades de Salvador, tendo durado aproximadamente quatro meses. A segunda onda da pestilência atingiu primeiramente Ilhéus, também no ano de 1562, tendo persistido por três meses. Este último surto se alastrou pela Bahia no ano seguinte. Jesuítas atestaram que, a cada vinte contaminados, pereciam doze.
Há opiniões divergentes, como as dos historiadores Dauril Alden e Joseph Miller, as quais sinalizam que os surtos começaram apenas em 1562, na cidade de Salvador, advindos de uma embarcação portuguesa. A ideia comum entre Laima Mesgravis, Gilberto Hochman, Dauril Alden, Joseph Miller, Poliana Orosa Rodrigues e Ronaldo Vainfas, escritores que tratam sobre as bexigas na Bahia entre 1560 e 1565, é a premissa de que os surtos teriam se iniciado com a chegada de navios portugueses. Entre as doenças presentes nas embarcações lusitanas, a varíola era uma das mais comuns.

## O agravamento dos surtos de varíola na Bahia colonial
Conforme atesta a historiadora Laima Mesgravis, os corpos dos nativos não possuíam defesa imunológica contra as diversas doenças trazidas pelos estrangeiros (resfriados, gripes, bexigas, cólera, sarampo, etc.). Mas vale ressaltar que as condições sociais e geográficas foram centrais em relação as mortes: a varíola não foi a causa única tragédia; não foram apenas as condições biológicas, mas principalmente as circunstâncias sociais que propiciaram um alto índice de mortes entre os habitantes. Para os historiadores Dauril Alden e Joseph Miller, existia uma ligação entre as secas ocorridas na África, as quais resultavam em fome, deslocamentos populacionais, surtos de bexigas e aumento no tráfico de cativos, com a erupção da varíola no Brasil.
As bexigas afetaram, em escala majoritariamente superior, os assentamentos jesuíticos em vez dos engenhos e lavouras. Isso porque a logística de construir aldeamentos próximos ao litoral — seguindo a premissa de que, removidos da mata atlântica, os povos originários seriam disciplinados com mais facilidade — foi mortífera para os indígenas.
Em relação a disseminação da varíola para outros territórios além da Bahia, vale levar em consideração os escritos dos historiadores Dauril Alden e Joseph Miller, os quais apontam que a extensão do território brasileiro foi fator primordial para que as doenças demorassem a se espalhar. É nítido, nesse sentido, que a colonização tenha acelerado o processo de contágio nas demais capitanias hereditárias.
Num documento redigido pelo clérigo Leonardo Valle, à época situado na Bahia, para correspondentes portugueses, a pestilência que atingiu Ilhéus entre 1562 e 1563 foi a mais mortífera do século, sendo o ano de 1563 o pior deles no que diz respeito a morte dos indivíduos. A escritora Bella Herson compactua com essas opiniões e reforça que o ano de 1563 foi uma catástrofe sem igual para os habitantes do território brasileiro.

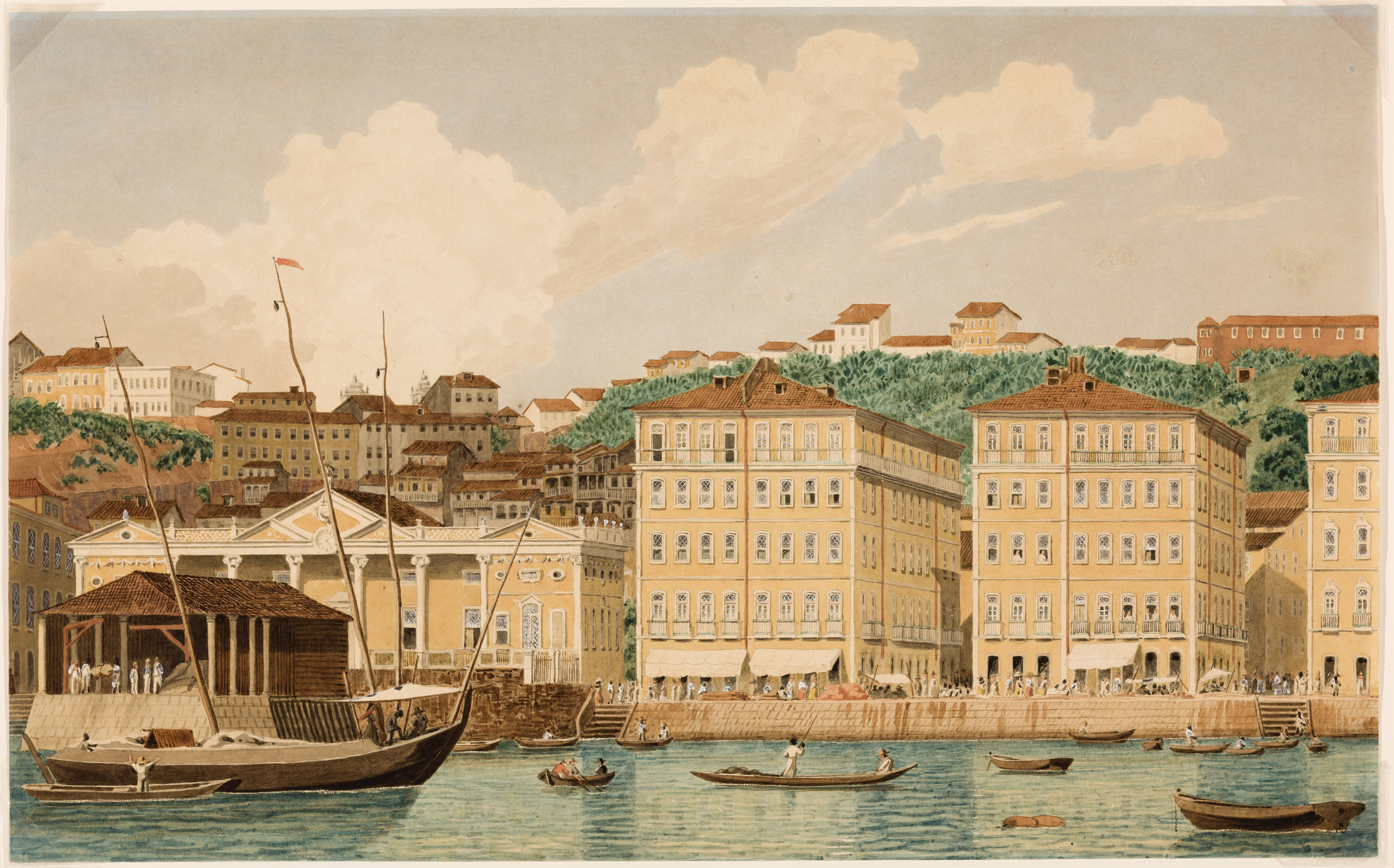
Vista da cidade de Salvador, pela coleção Brasiliana Iconográfica, 2018.

A respeito da disseminação, por três séculos a cidade de Salvador foi estratégica em relação ao comércio no território brasileiro. O município foi capital da colônia até o ano de 1763, além de possuir o porto de navios que recebeu boa parte dos africanos escravizados trazidos durante o período do comércio transatlântico de cativos. De acordo com Gilberto Hochman, o porto de Salvador receptava, entre outras coisas e seres, mercadorias, cativos e, sobretudo, patógenos causadores de doenças. Muitos colonos, viajantes e escravizados aportavam no Brasil na condição de enfermos.

## As práticas medicinais
O historiador Ronaldo Vainfas atesta que um padre denominado Leonardo do Vale, num documento redigido em 1563 (na Bahia), sinalizava que a elevada mortalidade causada pelas bexigas fez com que o prestígio para com os pajés aumentasse — os quais, na tradição tupinambá, detinham o poder de comunicação e encarnação em relação aos espíritos ancestrais. O que reitera a premissa de que os povos originários não eram passivos ante tais impasses; existiam formas de resistência. Doenças exigiam cantos, danças, uso de fumaça de tabaco soprado no enfermo, massagens e outras práticas médicas.
Vários documentos deixados por padres, jesuítas e demais clérigos, como a carta de Leonardo do Vale, destacam não somente as epidemias e catástrofes, mas também as formas curativas propostas pelos indígenas e demais habitantes.

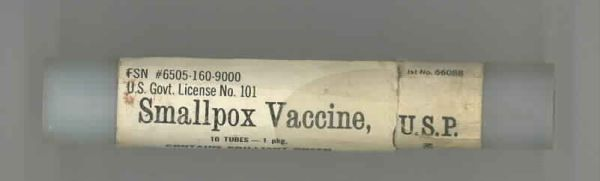
A vacina contra varíola na década de 1950, pelo Thackray Museum of Medicine.

De acordo com o historiador Gilberto Hochman, até os anos finais do século XVIII, as únicas maneiras para controlar e/ou evitar as disseminações das diversas doenças que assolavam o território brasileiro diziam respeito — para além das formas de resistência dos povos originários — à vigilância e a quarentena dos navios infectados. A vacina contra varíola, descoberta por Edward Jenner em 1796, aportou em território baiano nos primeiros anos do século XIX. A Bahia tornava-se, assim, um pilar central no que diz respeito a políticas públicas em relação à varíola.

## As consequências dos surtos de varíola na Bahia colonial

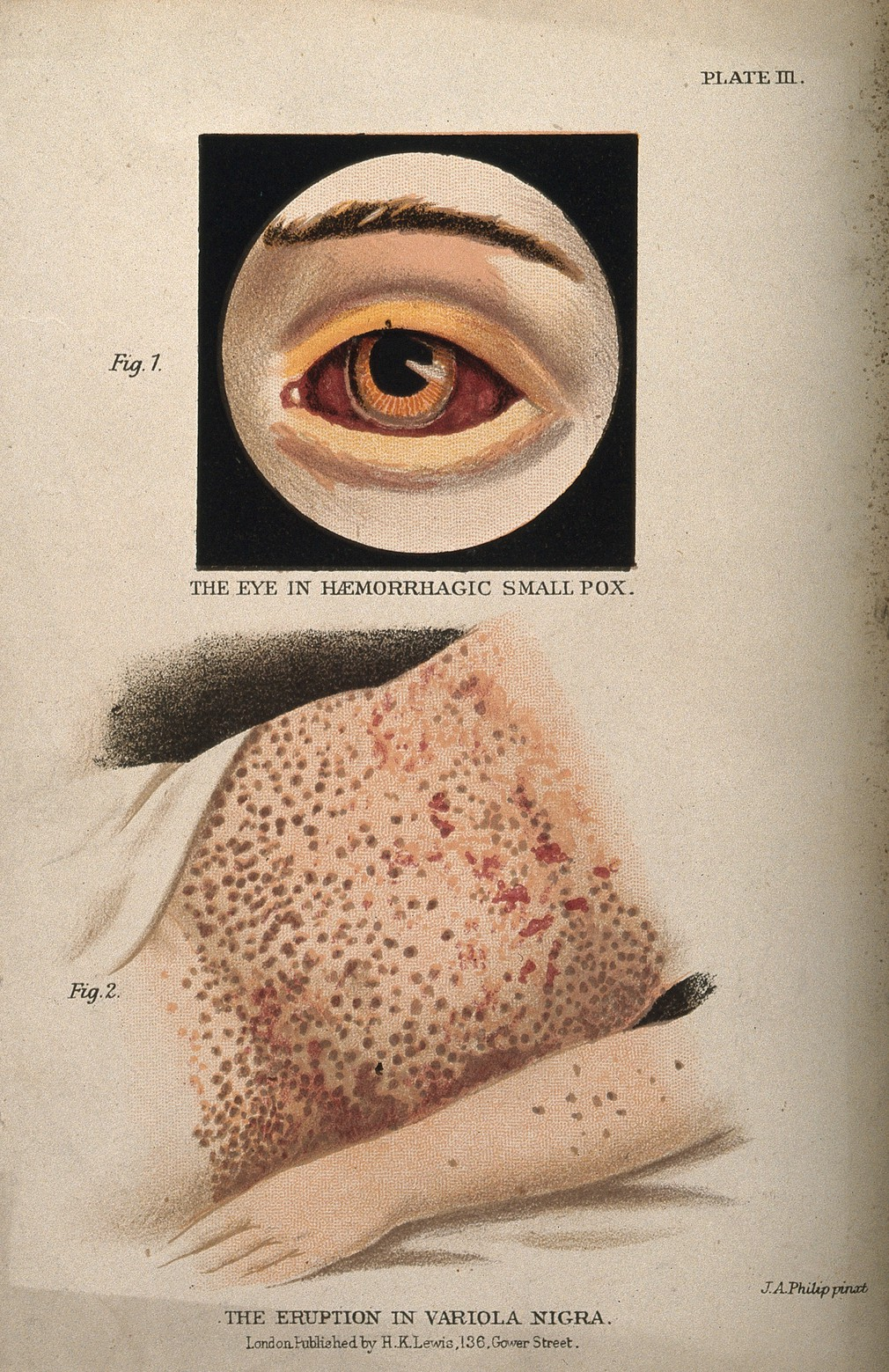
O olho e o corpo de um infectado pela varíola, por J.A. Philip, 1900.

Considerando as concepções dos escritores Gilberto Hochman, Laima Mesgravis, Poliana Orosa Rodrigues e Ronaldo Vainfas, estima-se que, entre 1560 e 1565, em território baiano, aproximadamente 30 a 40 mil pessoas morreram em decorrência da peste das bexigas. Segundo a historiadora Poliana Orosa, os surtos variólicos teriam afetado grande parte dos nativos: principalmente os que habitavam regiões costeiras, ou seja, próximos aos portos receptores de navios e, todavia, de doenças.
Os sobreviventes de tais catástrofes causadas pela varíola obtinham imunidade vitalícia, no entanto, sequelas como desfigurações corporais e a perda da visão eram costumeiras. Tais surtos da peste das bexigas teriam sido fatores primordiais em relação a diminuição da população tupi do século XVI.
O olhar atento ante tais catástrofes, de acordo com a historiadora Poliana Orosa, nos ajuda a compreender que a peste das bexigas atingiu mais do que os corpos: impactava as emoções, causavam pavores, instigavam rituais e demais crenças religiosas. Em suma, modificavam o âmbito social daquelas comunidades. Tais modificações foram cruciais em relação ao avanço dos colonizadores, que se viam metidos em conflitos contra os povos originários com cada vez mais frequência.
A população nativa da Bahia, que contava com 40 mil integrantes no início da década de 1560, caiu para 10 mil membros nos meados da década de 1580: os surtos entre 1560 e 1565 foram os mais mortíferos, mas a disseminação não cessou nessa época. Trata-se do morticínio de 75% dos habitantes da região.
Nas Américas, de modo geral, a transmissão de doenças dos nativos para europeus não ocorreu com tanta frequência justamente por conta das condições seletivas e sociais específicas em que se desenvolveram os patógenos dos europeus e dos povos originários.
As fugas e evasões dos povos originários do litoral aumentaram significativamente durante os anos dos surtos; tais movimentos foram registrados por vários escritores, de diferentes segmentos sociais, durante o século XVI — com destaque para os jesuítas. O Brasil obteve a certificação da erradicação da varíola somente na década de 1980.

## História comparada
De acordo com o conceito de História Comparada, proposto pela historiadora Maria Ligia Prado, é válida a procura por informações sobre contextos endêmicos em outras regiões das Américas em prol da obtenção de respostas ante perguntas que não poderiam ser feitas se os olhares fossem direcionados somente ao âmbito brasileiro.
Podemos comparar os surtos de varíola na Bahia colonial do século XVI com as epidemias que causaram o colapso demográfico de ameríndios após a chegada dos espanhóis, também no século XVI, nas regiões que conhecemos como México e Peru. Em 1493, um ano após a invasão de Cristóvão Colombo, a ilha de Hispaniola também teve seus habitantes dizimados, assim como no recôncavo baiano, por surtos epidêmicos de varíola.

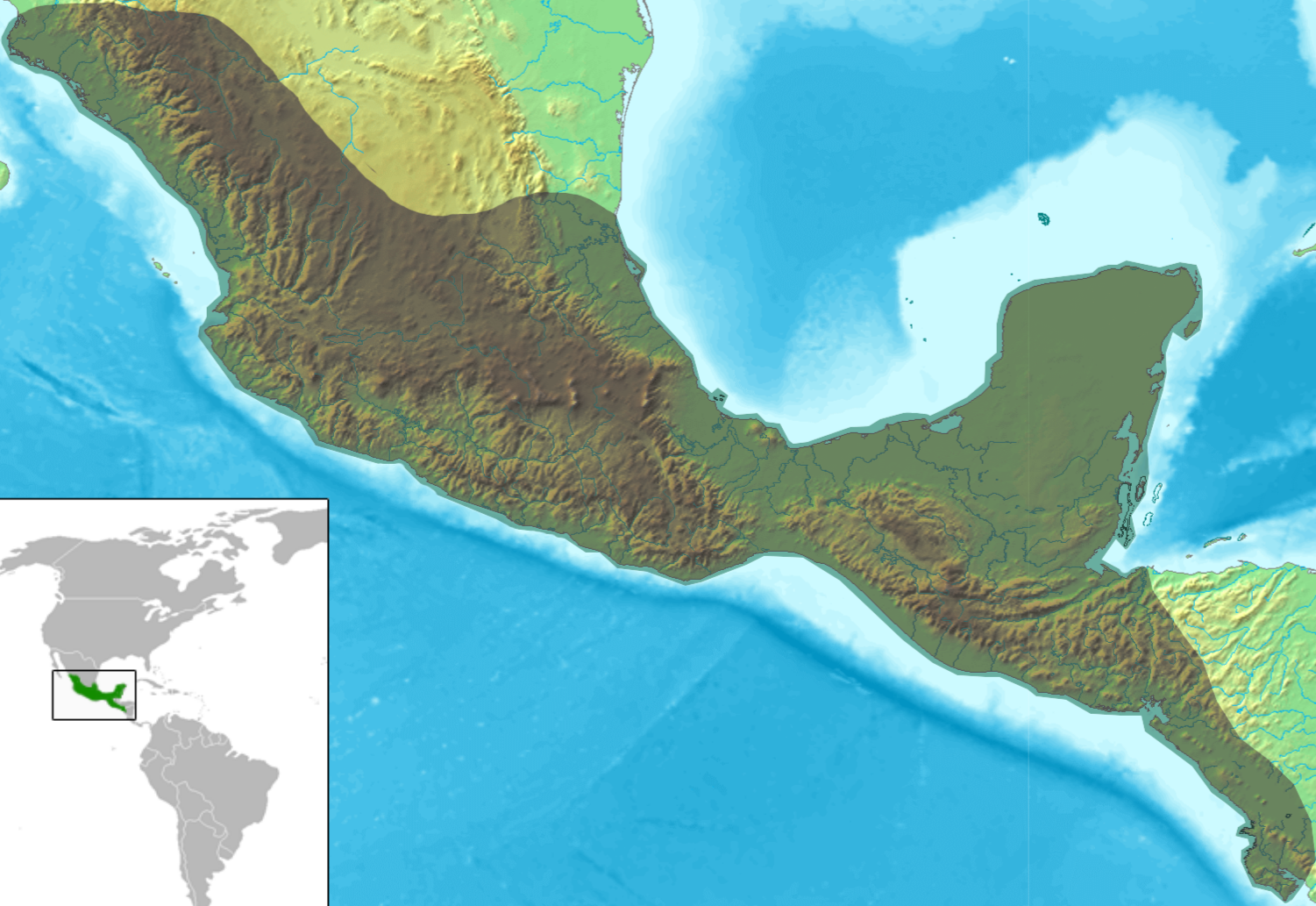
Mapa referente a região da Mesoamérica, 2004.

A região da Mesoamérica pode servir de exemplo comparativo, onde as catástrofes biológicas causadas por colonizadores foram destrutivas, sendo a migração dos seres humanos e, todavia, de suas doenças a causa central das diversas epidemias. Nessa região, moléstias como febre amarela, sarampo, tifo, malária e varíola dizimavam as populações nativas antes mesmo dos conflitos com os colonizadores invasores. Não existe dúvida de que a maior causa dos morticínios foram as epidemias, desconhecidas, outrora, no ''Novo Mundo''.